# Klubi Sportiv Besa Kavajë 2009-2010
Questa voce raccoglie le informazioni riguardanti il Klubi Sportiv Besa Kavajë nelle competizioni ufficiali della stagione 2009-2010.

## Rosa
| N. |                    | Ruolo | Calciatore       |
| -- | ------------------ | ----- | ---------------- |
| 1  | Albania (bandiera) | P     | Orges Shehi      |
| 3  | Kosovo (bandiera)  | D     | Liridon Leci     |
| 4  | Albania (bandiera) | D     | Endrit Vrapi     |
| 5  | Kosovo (bandiera)  | D     | Alban Dragusha   |
| 6  | Albania (bandiera) | D     | Renato Arapi     |
| 7  | Albania (bandiera) | C     | Sokol Çikalleshi |
| 8  | Albania (bandiera) | C     | Erbim Fagu       |
| 11 | Albania (bandiera) | A     | Maris Pello      |
| 13 | Albania (bandiera) | C     | Artion Poçi      |
| 15 | Albania (bandiera) | C     | Erand Hoxha      |
| 21 | Albania (bandiera) | A     | Bledar Mançaku   |
| 22 | Albania (bandiera) | A     | Dritan Babamusta |

| N. |                    | Ruolo | Calciatore     |
| -- | ------------------ | ----- | -------------- |
| 23 | Albania (bandiera) | C     | Meglid Mihani  |
| 25 | Albania (bandiera) | C     | Blerim Hasalla |
| 26 | Albania (bandiera) | P     | Elidon Selaçi  |
| 27 | Albania (bandiera) | C     | Denis Gjeçi    |
| 28 | Albania (bandiera) | C     | Bruno Okshluni |
| 30 | Albania (bandiera) | D     | Bazjon Trogaj  |
|    | Albania (bandiera) | C     | Paulin Dhëmbi  |
|    | Albania (bandiera) | C     | Saimir Çelhaka |
|    | Albania (bandiera) | A     | Aldo Duro      |
|    | Albania (bandiera) | C     | Redi Kazazi    |
|    | Albania (bandiera) | A     | Armand Kazazi  |